# Necolio imperialis
Necolio imperialis là một loài tò vò trong họ Ichneumonidae.